# Ligny-en-Brionnais
Ligny-en-Brionnais település Franciaországban, Saône-et-Loire megyében. Lakosainak száma 379 fő (2022. január 1.). Ligny-en-Brionnais Saint-Christophe-en-Brionnais, Saint-Bonnet-de-Cray, Saint-Edmond, Saint-Julien-de-Jonzy, Saint-Maurice-lès-Châteauneuf és Vauban községekkel határos.

## Népesség
A település népességének változása:
| Lakosok száma | 340  | 332  | 338  | 340  | 352  | 363  | 369  | 372  | 379  |
|               | 2013 | 2015 | 2016 | 2017 | 2018 | 2019 | 2020 | 2021 | 2022 |